# Епархия Фарафанганы
Епархия Фарафанганы (лат. Dioecesis Farafanganensis) — епархия Римско-Католической церкви с центром в городе Фарафангана, Мадагаскар. Епархия Фарафанганы входят в митрополию Фианаранцуа.

## История
8 апреля 1957 года Святой Престол учредил епархию Фарафанганы, выделив её из епархии Порт-Дафена (сегодня — Епархия Тулагнару).
13 апреля 1967 года епархия Фарафанганы передала часть своей территории для возведения новой епархии Ихози.

## Ординарии епархии
- епископ Камиль-Антуан Шилу (24 декабря 1957 — 25 ноября 1970);
- епископ Виктор Разафимахатратра (16 января 1971 — 10 апреля 1976) — назначен архиепископом Тананариве;
- епископ Шарль-Реми Ракутунирина (28 октября 1976 — 6 августа 2005);
- епископ Бенджамин Марк Рамарусун (26 ноября 2005 — 27 ноября 2013) — назначен архиепископом Анцирананы;
- епископ Гаэтано Ди Пьерро, S. C. J.[англ.] (3 марта 2018 — настоящее время).

## Источник
- Annuario Pontificio, Ватикан, 2007